# Parma Foot Ball Club 1928-1929
Questa pagina raccoglie le informazioni riguardanti il Parma Foot Ball Club nelle competizioni ufficiali della stagione 1928-1929.

## Stagione
Il Parma ha dominato il girone B del campionato di Prima Divisione. Con quattro punti di vantaggio sulla Comense (36 contro 32) acquisisce il diritto a partecipare al nuovo campionato nazionale di Serie B. 
I crociati sono un rullo compressore dall'inizio alla fine del torneo. Il miglior marcatore è Carlo Pianzola con 17 reti. Buono anche il bottino di Pietro Gavazzi autore di 11 gol. 

## Rosa
| N. |                   | Ruolo | Calciatore                       |
| -- | ----------------- | ----- | -------------------------------- |
|    | Italia (bandiera) | P     | Mario Alfieri                    |
|    | Italia (bandiera) | C     | Davide Barboni                   |
|    | Italia (bandiera) | A     | Barella                          |
|    | Italia (bandiera) | D     | Dante Boni                       |
|    | Italia (bandiera) | C     | Igino Camorali                   |
|    | Italia (bandiera) | D     | Mario Canepari                   |
|    | Italia (bandiera) | C     | Stefano Chiaramello I            |
|    | Italia (bandiera) | C     | Giovanni Battista Chiaramello II |
|    | Italia (bandiera) | C     | Bruno Cresci                     |
|    | Italia (bandiera) | D     | Domenico Filipponi               |
|    | Italia (bandiera) | A     | Pietro Gavazzi                   |

| N. |                   | Ruolo | Calciatore              |
| -- | ----------------- | ----- | ----------------------- |
|    | Italia (bandiera) | C     | Giuseppe Gobbi          |
|    | Italia (bandiera) | D     | Alfredo Mattioli        |
|    | Italia (bandiera) | D     | Giovanni Mazzoni        |
|    | Italia (bandiera) | D     | Walter Negroni          |
|    | Italia (bandiera) | D     | Cesare Orsini           |
|    | Italia (bandiera) | P     | Giovanni Penzi          |
|    | Italia (bandiera) | A     | Carlo Pianzola          |
|    | Italia (bandiera) | A     | Antonio Quaglietti      |
|    | Italia (bandiera) | A     | Giovanni Rasia Dal Polo |
|    | Italia (bandiera) | C     | Giulio Rossi            |
|    | Italia (bandiera) | A     | Luigi Villani           |

## Risultati

### Prima Divisione

#### Girone di andata
| Arbitro: | Dall'Era (Brescia) |

|                      |           |                                     |
| Filipponi 29’ (aut.) | Marcatori | 61’ Cresci 62’ Pianzola 86’ Gavazzi |

| Arbitro: | Cugnini (Ancona) |

|                                                        |           |                |
| Cresci 14’ Chiaramello S. 43’ Gavazzi 50’ Pianzola 51’ | Marcatori | 54’ Bonzano II |

| Arbitro: | Lerni (Torino) |

|  |           |                    |
|  | Marcatori | 47’ Chiaramello S. |

| Arbitro: | Pagnin (Treviso) |

|                                                                         |           |  |
| Chiaramello S. 16’, 88’ Quaglietti 48’ Gavazzi 82’ Chiaramello G.B. 85’ | Marcatori |  |

| Arbitro: | Mangano (Milano) |

|           |           |                    |
| Torti 53’ | Marcatori | 58’ (aut.) Fontana |

| Arbitro: | Dalle Mole (Vicenza) |

|                         |           |                          |
| Mattioli 70’ Cresci 83’ | Marcatori | 12’ Bianchi 39’ Olivieri |

| Arbitro: | Garbieri (Genova) |

|                      |           |            |
| Chiaramello G.B. 69’ | Marcatori | 23’ Chiesa |

| Como 25 novembre 1928 8ª giornata | Comense     | 0 – 0 | Parma | Stadio Giuseppe Sinigaglia\| Arbitro: \| Bo (Genova) \| |
| Arbitro:                          | Bo (Genova) |       |       |                                                         |

| Arbitro: | Mangano (Milano) |

|  |           |                          |
|  | Marcatori | 5’ Narizzano 36’ Taverna |

| Arbitro: | Mattea (Casale Monferrato) |

|                           |           |                        |
| Genzini 29’ Brambilla 70’ | Marcatori | 7’ Gavazzi 27’ Barboni |

| Arbitro: | Bo (Genova) |

|                            |           |  |
| Mazza 7’ Chiusano 41’, 48’ | Marcatori |  |

| Arbitro: | Girelli (Verona) |

|                                                                       |           |             |
| Pianzola 2’, 13’, 19’ Barella 22’ Chiaramello G.B. 66’ Quaglietti 84’ | Marcatori | 60’ Filocca |

| Arbitro: | Malagodi (Ferrara) |

|                               |           |                               |
| Bruschieri 10’ Moretti II 89’ | Marcatori | 38’ Barella 67’, 77’ Pianzola |

#### Girone di ritorno
| Arbitro: | Pagnin (Treviso) |

|                                           |           |                                |
| Barella 25’, 86’ Gavazzi 31’ Pianzola 47’ | Marcatori | 9’ Pedrazzini 35’ Aliverti III |

| Arbitro: | Bo (Genova) |

|            |           |                               |
| Tosini 78’ | Marcatori | 10’ Pianzola 70’ (rig.) Rossi |

| Arbitro: | Parodi (Genova) |

|                              |           |  |
| Pianzola 3’ Gavazzi 71’, 86’ | Marcatori |  |

| Arbitro: | Barlassina (Novara) |

|                                   |           |                            |
| Molinari 24’ Gorla 54’ Fabbri 75’ | Marcatori | 5’ Quaglietti 79’ Mattioli |

| Arbitro: | Bo (Genova) |

|                         |           |                           |
| Pianzola 18’ Cresci 89’ | Marcatori | 7’, 17’ Negri 37’ Lovetti |

| Arbitro: | Melandri (Genova) |

|              |           |                   |
| Pigorini 87’ | Marcatori | 57’, 65’ Pianzola |

| Arbitro: | Bruna (Venezia) |

|                                   |           |  |
| Subinaghi 13’ Canevara 50’ (rig.) | Marcatori |  |

| Arbitro: | A. Gama (Milano) |

|             |           |                 |
| Gavazzi 26’ | Marcatori | 67’ Della Torre |

| Arbitro: | Guarnieri (Milano) |

|  |           |              |
|  | Marcatori | 89’ Pianzola |

| Arbitro: | Lerni (Torino) |

|              |           |  |
| Pianzola 24’ | Marcatori |  |

| Arbitro: | Corradini (Bologna) |

|                                     |           |  |
| Gavazzi 35’, 55’ (rig.) Villani 57’ | Marcatori |  |

| Arbitro: | Bonello (Venezia) |

|                          |           |                                        |
| Agradi 71’ Antonioli 80’ | Marcatori | 18’ Gavazzi 38’ Villani 89’ Quaglietti |

| Arbitro: | Salvadori (Pisa) |

|                                                   |           |  |
| Negroni 15’ Pianzola 24’, 50’ Quaglietti 64’, 76’ | Marcatori |  |

### Finali per titolo di Prima Divisione
| Arbitro: | Enrietti (Torino) |

|  |           |             |
|  | Marcatori | 69’ Ghidoni |

| Arbitro: | Malagodi (Ferrara) |

|            |           |             |
| Papini 26’ | Marcatori | 76’ Negroni |

## Statistiche

### Statistiche di squadra
| Competizione    | Punti | In casa | In casa | In casa | In casa | In casa | In casa | In trasferta | In trasferta | In trasferta | In trasferta | In trasferta | In trasferta | Totale | Totale | Totale | Totale | Totale | Totale | DR  |
| Competizione    | Punti | G       | V       | N       | P       | Gf      | Gs      | G            | V            | N            | P            | Gf           | Gs           | G      | V      | N      | P      | Gf     | Gs     | DR  |
| --------------- | ----- | ------- | ------- | ------- | ------- | ------- | ------- | ------------ | ------------ | ------------ | ------------ | ------------ | ------------ | ------ | ------ | ------ | ------ | ------ | ------ | --- |
| Prima Divisione | 36    | 13      | 8       | 3       | 2       | 37      | 13      | 13           | 7            | 3            | 3            | 20           | 18           | 26     | 15     | 6      | 5      | 57     | 31     | +26 |

### Statistiche dei giocatori
| Giocatore         | Prima Divisione | Prima Divisione |
| Giocatore         | Presenze        | Reti            |
| ----------------- | --------------- | --------------- |
| M. Alfieri        | 12              | -15             |
| Barella           | 8               | 4               |
| D. Barboni        | 9               | 1               |
| D. Boni           | 8               | 0               |
| I. Camorali       | 8               | 0               |
| M. Capenari       | 2               | 0               |
| G. Chiaramello    | 19              | 3               |
| S. Chiaramello    | 12              | 4               |
| B. Cresci         | 28              | 4               |
| D. Filipponi      | 21              | 0               |
| P. Gavazzi        | 25              | 11              |
| G. Gobbi          | 7               | 0               |
| A. Mattioli       | 26              | 2               |
| G. Mazzoni        | 22              | 0               |
| W. Negroni        | 8               | 2               |
| C. Orsini         | 9               | 0               |
| G. Penzi          | 16              | -18             |
| C. Pianzola       | 23              | 17              |
| A. Quaglietti     | 17              | 6               |
| G. Rasia Dal Polo | 4               | 0               |
| G. Rossi          | 15              | 1               |
| Triani            | 3               | 0               |
| L. Villani        | 6               | 2               |